# ميشيل فرايدلاند
ميشيل فرايدلاند (بالإنجليزية: Michelle T. Friedland) هي محامية وقاضية أمريكية، ولدت في 4 يوليو 1972 في بيركيلي في الولايات المتحدة.